# Ane Halsboe-Jørgensen
Ane Halsboe-Jørgensen (ur. 4 maja 1983 w m. Fjerritslev) – duńska polityk, posłanka do Folketingetu, od 2019 minister.

## Życiorys
Kształciła się w Fjerritslev Gymnasium, w 2009 ukończyła studia z zakresu nauk politycznych na Uniwersytecie Kopenhaskim. Pracowała jako konsultantka w Duńskiej Konfederacji Związków Zawodowych (LO). Zaangażowała się w działalność polityczną w ramach Socialdemokraterne. W 2011 z ramienia socjaldemokratów po raz pierwszy uzyskała mandat deputowanej do Folketingetu, z powodzeniem ubiegała się o reelekcję w kolejnych wyborach w 2015, 2019 i 2022.
W czerwcu 2019 została ministrem szkolnictwa wyższego i nauki w gabinecie Mette Frederiksen. W sierpniu 2021 w tym samym rządzie przeszła na stanowisko ministra kultury i ds. kościelnych. W grudniu 2022 powołana na ministra pracy w drugim rządzie dotychczasowej premier.